# Accel World
Accel World (яп. アクセル・ワールド, укр. Прискорений світ) — серія ранобе автора Рекі Кавахари, ілюстратора HiMA. Видавництво розпочалося ASCII Media Works під лейблом Dengeki Bunko з лютого 2009 року. Дві манґи публікуються у Dengeki Bunko Magazine з травня 2010-го та у Dengeki Daioh з січня 2010 року. Трансляція аніме-адаптації студії Sunrise тривало в Японії у квітні-вересні 2012 року. Англомовна версія випущена з квітня 2013-го Neon Alley. Доступні також дві гри для PlayStation Portable і PlayStation 3.

## Сюжет
2046 рік. Завдяки розвитку комп'ютерних технологій, вихід у мережу є зануренням людини у віртуальну реальність: зорові і тактильні образи транслюються безпосередньо в мозок людини, на основі цієї технології створена RPG «Brain Burst». Програмне забезпечення гри здатне на деякий час тисячократно прискорити роботу людського мозку. Функція активується під час кожної ігрової битви чи за бажанням гравця. При кожному прискоренні або ураженні в грі губляться ігрові бали, якщо їх число впаде до нуля, гра автоматично видалиться назавжди. У міру накопичення ігрового досвіду гравці поступово піднімають свій рівень, отримуючи нові сили і можливості. Коли сім гравців, відомих як «королі чистого кольору», досягли дев'ятого рівня, вони виявили, що досягнувши десятого можна зустрітися з творцем гри, але для цього треба перемогти шість інших володарів дев'ятого рівня. Програвши при цьому втратять всі свої ігрові бали. Шість королів не наважилися піти на такий ризик. Лише Чорний король ризикнув спробувати досягти десятого рівня. Але після перемоги над Червоним королем змушений був сховатися.
Сюжет оповідає про Харуюкі Аріту. У реальності він є маленьким товстим хлопцем із заниженою самооцінкою, регулярно піддається знущанням з боку однокласників, дівчата не люблять, хулігани ображають, за людину вважають лише друзі дитинства Тіюрі і Такуму. Хоча у віртуальному світі він є чемпіоном гри зі сквошу, аватар у мережі залежить від реальних можливостей і самосприйняття. Раптом Хару запросила на розмову Куроюкіхіме, принцеса Черносніжка, найкрасивіша і найзагадковіша дівчина школи.
Вона запропонувала йому розірвати шаблон і вийти з образу невдахи шляхом участі у програмі «Вибух мозку». В учасника тисячократно прискорюється мислення, світ застигає, змінюється реальністю другого порядку — т. зв. Прискореним світом, де діяти можуть тільки обрані. Правила прості: це жорстока гра, в якій треба вижити, зібрати свій клан і здолати конкурентів. Хару погодився, відтепер він Срібний Ворон, плечистий красень і вірний слуга Чорного Лотоса, своєї подруги та наставниці, яка у реальності є Чорним королем.

## Персонажі
- Харуюкі Акіта/Silver Crow (яп. 有田 春雪/シルバー・クロウ)

Основний чоловічий персонаж. Також відомий як Хару для його близьких друзів, маленький і товстий хлопчик з низькою самооцінкою, допоки він не зустрічає Куроюкіхіме. Хоча він, як правило, розумний і обережний, коли мова йде про повсякденне життя, Хару може бути безрозсудним, особливо захищаючи Куроюкіхіме. Він розглядає її як наставника, друга і об'єкта закоханості одночасно, що дало йому величезну повагу і лояльність до неї та її армії. Його день народження — 23 квітня 2033.
- Куроюкіхіме/Black Lotus (яп. 黒雪姫/ブラック・ロータス)

Центральний жіночий персонаж і лідер Неганебулуського легіона, її справжнє ім'я невідоме, хоча Її псевдонім — японська гра слів з Білосніжкою (Shiroyukihime (яп. 白雪 姫, літ. Білосніжна принцеса)). Красива і популярна молода дівчина, віце-президент студради старшої школи Умесато. Раніше була Чорним королем, але після поразки від Червоного вершника, коли дівчина намагалась перемогти інших королів, щоб досягти 10 рівня, перейшла у підпілля. Цінує Хару більше, ніж як підлеглого і часто намагається заспокоїти Хару, коли він готовий йти на крайні заходи, щоб захистити її. До своєї госпіталізації зізнається, що закохалася у Хару.
- Чіюрі Курасіма/Lime Bell (яп. 倉嶋 千百合/ライム・ベル)

Подруга дитинства Хару та Такуму. На початку серіалу зустрічається з Такуму, пізніше розриває з ним стосунки. Дбає занадто сильно про Хару, ніж друг. Її неприскорений аватар — Дівчина-кішка. Після розповіді про надвисокі швидкості вимагає програму для себе, яка встановлюється успішно.
- Такумі Маюдзумі/Cyan Pile (яп. 黛 拓武/シアン・パイル)

Друг дитинства Хару та бойфренд Чіюрі на початку серіалу на прізвисько «Таку». Розумний і спортивний, він відвідує престижну школу. Його неприскорений аватар — Залізний Дроворуа. Спочатку зловживає розширеними рефлексами, які він отримує під час прискорення, щоб мати перевагу в турнірах кендо. Після госпіталізації Куроюкіхіме Такуму намагається вбити її, поки його не зупинив Хару, який переконує його приєднатися до сил Чорного Лотоса. Він народився 2 квітня 2033.

## Медіа

### Ранобе
Accel World бере свій початок, як серія ранобе письменника Рекі Кавахари та ілюстратора HiMA. Кавахара опублікував перший варіант серії завдяки ASCII Media Works для 15th Dengeki Novel Prize у 2008 році., де здобув Гранпрі. Перша частина опублікована ASCII Media Works 10 лютого 2009 року під лейблом Dengeki Bunko. На червень 2013 року серія нараховує 14 томів.
| №  | Назва                                                                  | Японською         | Японською              | Англійською       | Англійською            |
| №  | Назва                                                                  | Дата виходу       | ISBN                   | Дата виходу       | ISBN                   |
| -- | ---------------------------------------------------------------------- | ----------------- | ---------------------- | ----------------- | ---------------------- |
| 01 | The Return of Black Snow Princess Kuroyukihime no Kikan (黒雪姫の帰還) | 10 лютого 2009    | ISBN 978-4-04-867517-8 | 22 липня 2014     | ISBN 978-0-316-37673-0 |
| 02 | Crimson Storm Princess Kurenai no Bōfūki (紅の暴風姫)                  | 10 червня 2009    | ISBN 978-4-04-867843-8 | 18 листопада 2014 | ISBN 978-0-316-29636-6 |
| 03 | Dusk Robber Yūyami no Ryakudatsusya (夕闇の略奪者)                     | 10 жовтня 2009    | ISBN 978-4-04-868070-7 | 24 березня 2015   | ISBN 978-0-31-629637-3 |
| 04 | Flight Towards the Blue Sky Aozora e no Hisyō (蒼空への飛翔)           | 10 лютого 2010    | ISBN 978-4-04-868327-2 | 21 липня 2015     | ISBN 978-0-31-629638-0 |
| 05 | Floating Bridge in Starlight Hoshikage no Ukihashi (星影の浮き橋)      | 10 червня 2010    | ISBN 978-4-04-868593-1 | 17 листопада 2015 | ISBN 978-0-31-629639-7 |
| 06 | Sacred Fire Shrine Maiden Jōka no Miko (浄火の神子)                    | 10 жовтня 2010    | ISBN 978-4-04-868969-4 | 22 березня 2016   | ISBN 978-0-31-629640-3 |
| 07 | Disaster Armor Saika no Yoroi (災禍の鎧)                               | 10 лютого 2011    | ISBN 978-4-04-870276-8 | 20 вересня 2016   | ISBN 978-0-31-635819-4 |
| 08 | Binary Star of Destiny Unmei no Rensei (運命の連星)                    | 10 червня 2011    | ISBN 978-4-04-870550-9 | 13 грудня 2016    | ISBN 978-0-31-631761-0 |
| 09 | Seven Thousand Year Prayer Nanasennen no Inori (七千年の祈り)          | 10 жовтня 2011    | ISBN 978-4-04-870954-5 | 21 березня 2017   | ISBN 978-0-31-650270-2 |
| 10 | Elements (Side Stories) Elements                                       | 10 грудня 2011    | ISBN 978-4-04-886241-7 | 20 червня 2017    | ISBN 978-0-31-646605-9 |
| 11 | Carbide Wolf Chōkō no Ōkami (超硬の狼)                                 | 10 квітня 2012    | ISBN 978-4-04-886521-0 | 19 вересня 2017   | ISBN 978-0-31-646606-6 |
| 12 | Red Emblem Aka no Monshō (赤の紋章)                                    | 10 серпня 2012    | ISBN 978-4-04-886795-5 | 12 грудня 2017    | ISBN 978-0-31-646607-3 |
| 13 | Waterside Beacon Mizugiwa no Gōka (水際の号火)                         | 10 лютого 2013    | ISBN 978-4-04-891330-0 | 10 квітня 2018    | ISBN 978-1-97-530006-7 |
| 14 | Archangel of the Tempestuous Light Gekkou no Daitenshi (激光の大天使)  | 7 червня 2013     | ISBN 978-4-04-891608-0 | 26 червня 2018    | ISBN 978-1-97-532723-1 |
| 15 | The End and the Beginning Owari to Hajimari (終わりと始まり)           | 10 жовтня 2013    | ISBN 978-4-04-866005-1 | 18 вересня 2018   | ISBN 978-1-97-532725-5 |
| 16 | Snow White's Slumber Shirayukihime no Madoromi (白雪姫の微睡)          | 8 лютого 2014     | ISBN 978-4-04-866320-5 | 18 грудня 2018    | ISBN 978-1-97-532727-9 |
| 17 | Cradle of Stars Hoshi no Yurikago (星の揺りかご)                       | 10 жовтня 2014    | ISBN 978-4-04-866936-8 | 19 березня 2019   | ISBN 978-1-97-532729-3 |
| 18 | The Black Dual Swordsman Kuro no Sōkenshi (黒の双剣士)                 | 10 червня 2015    | ISBN 978-4-04-865189-9 | 18 червня 2019    | ISBN 978-1-97-532731-6 |
| 19 | Pull of the Dark Nebula Ankoku Seiun no Inryoku (暗黒星雲の引力)       | 10 жовтня 2015    | ISBN 978-4-04-865438-8 | 9 вересня 2019    | ISBN 978-1-97-533218-1 |
| 20 | The Rivalry of White and Black Shiro to Kuro no Sōkoku (白と黒の相剋)  | 10 червня 2016    | ISBN 978-4-04-892115-2 | 17 грудня 2019    | ISBN 978-1-97-533271-6 |
| 21 | The Snow Sprite Yuki no Yōsei (雪の妖精)                               | 10 грудня 2016    | ISBN 978-4-04-892390-3 | 21 квітня 2020    | ISBN 978-1-97-533273-0 |
| 22 | Sun God of Absolute Flame Zetsuen no Taiyōshin (絶焔の太陽神)          | 10 листопада 2017 | ISBN 978-4-04-893465-7 | 22 вересня 2020   | ISBN 978-1-97-533277-8 |
| 23 | Kuroyukihime's Confession Kuroyukihime no Kokuhaku (黒雪姫の告白)      | 7 вересня 2018    | ISBN 978-4-04-893917-1 | 15 грудня 2020    | ISBN 978-1-97-533275-4 |
| 24 | Sword Sage of the Blue Flower Seika no Kensen (青華の剣仙)             | 10 серпня 2019    | ISBN 978-4-04-912676-1 | 27 квітня 2021    | ISBN 978-1-97-532133-8 |
| 25 | Deity of Demise Shūen no Kyoshin (終焉の巨神)                          | 10 вересня 2020   | ISBN 978-4-04-913440-7 | 9 листопада 2021  | ISBN 978-1-97-533508-3 |
| 26 | Conqueror of the Sundered Heavens Retten no Seifukusha (裂天の征服者)  | 10 березня 2022   | ISBN 978-4-04-914133-7 | 22 серпня 2023    | ISBN 978-1-97-536784-8 |

### Манґа
Манґа-адаптація під назвою Accel World, ілюстрована Хіроюкі Аігамою, почала серіалізацію у травні 2010-го у журналі Dengeki Bunko Magazine. Перші два танкобони випущені 27 липня 2011 р. Чотирьохпанельна манґа Axel World. (яп. あくちぇる・わーるど。) ілюстратора Рюр'ю Акарі випускається з травня 2010-го у Dengeki Bunko Magazine. Перший танкобон побачив світ 27 липня 2011-го.

#### Accel World
| № | Японською      | Японською              | Англійською     | Англійською            |
| № | Дата виходу    | ISBN                   | Дата виходу     | ISBN                   |
| - | -------------- | ---------------------- | --------------- | ---------------------- |
| 1 | 27 липня 2011  | ISBN 978-4-04-870630-8 | 23 вересня 2014 | ISBN 978-0-316-33586-7 |
| 2 | 27 липня 2011  | ISBN 978-4-04-870634-6 | 16 грудня 2014  | ISBN 978-0-316-29634-2 |
| 3 | 27 серпня 2012 | ISBN 978-4-04-886421-3 | 24 березня 2015 | ISBN 978-0-316-29635-9 |
| 4 | 27 лютого 2013 | ISBN 978-4-04-891398-0 | 21 липня 2015   | ISBN 978-0-316-30216-6 |
| 5 | 28 лютого 2014 | ISBN 978-4-04-866389-2 | 27 жовтня 2015  | ISBN 978-0-316-30614-0 |
| 6 | 27 лютого 2015 | ISBN 978-4-04-869286-1 | 9 лютого 2016   | ISBN 978-0-316-26898-1 |
| 7 | 27 липня 2016  | ISBN 978-4-04-892107-7 | 28 березня 2017 | ISBN 978-0-316-46920-3 |
| 8 | 27 липня 2017  | ISBN 978-4-04-893296-7 | 11 грудня 2018  | ISBN 978-1-975-32913-6 |

#### Axel World
| № | Дата виходу     | ISBN                   |
| - | --------------- | ---------------------- |
| 1 | 27 липня 2011   | ISBN 978-4-04-870619-3 |
| 2 | 27 серпня 2012  | ISBN 978-4-04-886808-2 |
| 3 | 26 жовтня 2013  | ISBN 978-4-04-866082-2 |
| 4 | 27 березня 2015 | ISBN 978-4-04-869342-4 |
| 5 | 27 липня 2016   | ISBN 978-4-04-892108-4 |

#### Accel World / Dural: Magisa Garden
| № | Дата виходу     | ISBN                   |
| - | --------------- | ---------------------- |
| 1 | 27 серпня 2012  | ISBN 978-4-04-886934-8 |
| 2 | 27 квітня 2013  | ISBN 978-4-04-891617-2 |
| 3 | 27 січня 2014   | ISBN 978-4-04-866238-3 |
| 4 | 27 вересня 2014 | ISBN 978-4-04-866839-2 |
| 5 | 27 травня 2015  | ISBN 978-4-04-865110-3 |
| 6 | 27 січня 2016   | ISBN 978-4-04-865650-4 |
| 7 | 27 вересня 2016 | ISBN 978-4-04-892295-1 |
| 8 | 26 серпня 2017  | ISBN 978-4-04-893241-7 |

### Аніме
Аніме-серіал транслювався в Японії з 6 квітня по 21 вересня 2012 р. Опенінг з 13 епізоду «Chase the world» виконує May'n, ендінг «→unfinished→» — Kotoko. З 14-го епізоду опенінг «Burst the Gravity» виконує музичний гурт Altima, ендінг «unite». — Сачіка Місава.

### Відеоігри
Випущено дві відеогри Namco Bandai Games розробника Banpresto для PlayStation 3 і PlayStation Portable.